# Пирги
Пирги (хак. пырғы) — духовий інструмент хакасів з широкою мензурою, довжина 50-70 см. До половини довжини конічний, далі циліндричний. Робиться із сосни чи кедра. Заготівля розколюється вздовж на дві половини, зовнішній стороні надається відповідна форма, внутрішня порожнина видовбується. Потім обидві половини складаються разом, обтягуються тваринною кишкою та скріплюються дерев'яними обручами (іноді берестяними поясками). У вузькому кінці інструменту вирізається невеликий округлий отвір, в який іноді вставляється маленька берестяна трубочка.
Виконавець не дме в інструмент, а навпаки, втягує через нього повітря. Виходить своєрідний звук, що нагадує крик самки маралу. Застосовується під час полювання як манка.